# Depressive Age
Depressive Age est un groupe allemand de thrash metal technique, originaire de Berlin. Le groupe est initialement formé en 1984 sous le nom de Blackout, puis change de nom pour Depressive Age en 1988. Le groupe se sépare en 2004. Il compte au total quatre albums studio, quatre démos, trois EPs, et une compilation.

## Biographie
Le groupe est initialement formé en 1984 sous le nom de Blackout. Jan Lubitzki est incarcéré en 1986 après avoir tenté de fuir à l'Ouest. En 1987, le groupe enregistre sa première démo intitulée Kamikaze. Basé à Berlin-Est, Blackout était interdit de concert par les autorités est-allemandes. 
En 1988, Jochen Klemp et Tim Schallenberg sabordent Blackout et lancent alors Depressive Age en compagnie d'un ancien batteur de Blackout, Jan Lubitzki, cette fois au poste de chanteur. Si leurs deux premiers albums sont très orientés thrash metal, les deux suivants laissent paraître des éléments propres au metal alternatif. En 1992, le groupe publie son premier album studio intitulé First Depression au label GUN Records,. Un an plus tard, en 1993, sort leur deuxième album, Lying in Wait. En 1994, Depressive Age publie son troisième album, Symbols for the Blue Times.
Le groupe jouera en première partie de Coroner sur la tournée Mental Vortex, et se produira en 1995 au Wacken Open Air. En 1997, le groupe publie un single comportant leur reprise de 'Smalltown Boy' sous le nom de D-Age. Le groupe se sépare en 2001.
En 2003, Jan Lubitzki relance le groupe avec deux nouveaux musiciens. Ils donneront quelques concerts avant de cesser toute activité l'année suivante. Le groupe se reforme pour jouer un concert acoustique en 2013 et 2014 au theARTer de Berlin.

## Membres
- Jan Lubitzki - chant (1988-2001, 2003-2004), guitare (2003-2004)
- Miles Stone - basse (2003-2004)
- Niels Eberle - batterie (2003-2004)
- Jochen Klemp - guitare (1988-2001)
- Norbert Drescher (Corvus Corax) - batterie (1988-2001)
- Ingo Grigoleit - guitare (1992-2001)
- Tim Schallenberg - basse (1988-1998)

## Discographie

### Albums studio
- 1992 : First Depression
- 1993 : Lying in Wait
- 1994 : Symbols for the Blue Times
- 1996 : Electric Scum

### EP
- 1997 : Smalltown Boy

### Compilation
- 1999 : From Depressive Age to D-Age